# Rosenthal am Rennsteig
Rosenthal am Rennsteig – miejscowość i gmina w Niemczech, w kraju związkowym Turyngia, w powiecie Saale-Orla. Powstała 1 stycznia 2019 z połączenia siedmiu gmin: Birkenhügel, Blankenberg, Blankenstein, Harra, Neundorf, Pottiga oraz Schlegel. Gminy te wchodziły w skład wspólnoty administracyjnej Saale-Rennsteig, która dzień wcześniej została rozwiązana. Obecnie są częściami (Ortsteil) gminy.